# Fractolatirus
Fractolatirus is een geslacht van weekdieren uit de klasse van de Gastropoda (slakken).

## Soorten
- Fractolatirus normalis Iredale, 1936
- Fractolatirus optatus (P. Marshall & R. Murdoch, 1923) †